# Максименко, Анатолий (футболист)
Анато́лий Максиме́нко (латыш. Anatolijs Maksimenko; 9 мая 1993, Рига) — латвийский футболист, защитник.
Карьеру начал в рижском клубе «Олимп» в 2010 году. В июле того же года он был вызван на сборы юношеской сборной Латвии до 18 лет.
В начале 2012 года перешёл в ряды «Гулбене», и вскоре получил приглашение принять участие в сборах молодёжной сборной Латвии.